# Прямой угол
Прямо́й у́гол (др.-греч. ὀρθὴ γωνία) — угол в {\displaystyle \pi /2} радиан или 90°, половина развёрнутого угла. Угол, стороны которого перпендикулярны друг другу. При пересечении перпендикулярных прямых образуются прямые углы.
Величина прямого угла в разных единицах:
- 90°
- {\displaystyle \pi /2} радиан
- 100 град
- 1/4 оборота или полного угла
- 5400 угловых минут
- 324000 угловых секунд

Некоторые геометрические фигуры, у которых один или несколько углов являются прямыми, имеют собственные названия:
- Прямоугольный треугольник — треугольник, у которого один угол прямой.
- Прямоугольник — параллелограмм, у которого все углы прямые.
- Квадрат — равносторонний прямоугольник, ромб с прямыми углами.
- Прямоугольная трапеция — трапеция, хотя бы один из углов которой — прямой.

## Юникод
В юникоде есть символ ⦜(U+299C, right angle variant with square), который может быть использован для обозначения прямого угла.